# True Parallels
True Parallels è il secondo album in studio del gruppo musicale statunitense Trust Company. Originariamente pubblicato nel 2004, la data di uscita era stata rinviata al 21 marzo 2005 a livello internazionale e il 22 marzo 2005 negli Stati Uniti. Nonostante la scarsa promozione della loro etichetta, l'album è entrato nelle classifiche Billboard degli album alla posizione numero 32 e ha continuato a vendere oltre 200 000 copie.

## L'album
Inizialmente, Trust Company avrebbe dovuto suonare all'Ozzfest 2003, ma è stato annullato per concentrarsi sul completamento di True Parallels. Diversi mesi prima dell'uscita dell'album, il bassista originale Josh Moates lasciò il gruppo e fu sostituito da Walker Warren.
Stronger è stato pubblicato nel febbraio 2005 come singolo dell'album. Ha due versioni per i video musicali; la versione originale presenta la band che si esibisce ad una festa. Il video è stato pubblicato fino a quando non è stato caricato nel maggio 2017 dall'ex bassista Walker Warren e successivamente è stato pubblicato sulla pagina Facebook della Trust Company; la versione MTV2 che ha ricevuto come premio un airplay moderate, con la band che si esibisce in uno skatepark. Secondo il batterista Jason Singleton nella bacheca di messaggi della band, The War is Over ha guadagnato molta fortuna all'interno della comunità di cinematografica e di videogame di World of Warcraft che è stato preso in considerazione per un secondo singolo.

## Tracce
1. Stronger – 2:50
2. The War is Over – 3:20
3. Surfacing – 2:49
4. Slave – 3:15
5. Fold – 3:32
6. The Reflection – 3:17
7. Breaking Down – 3:33
8. Someone Like You – 2:52
9. Crossing the Line – 3:58
10. Silently – 3:37
11. Erased – 3:18
12. Without a Trace (traccia nascosta) – 2:51
13. Retina – 3:15